# Andrew Kasch
Andrew Kasch és un director i editor de cinema nord-americà.

## Vida i carrera
Nascut i criat al sud dels Estats Units, Kasch va tenir una obsessió de tota la vida per la ciència-ficció, el terror i la fantasia i va estudiar cinema al Savannah College of Art & Design on es va graduar el 2013.
Poc després de la seva arribada a Los Angeles, va dirigir i editar la breu comèdia de terror "Thirsty", protagonitzada per Joe Lynch (director) i Tiffany Shepis. La pel·lícula es va convertir en un èxit de culte al circuit de festivals durant diversos anys abans de ser adquirida per Fearnet.
El 2009, Kasch va ser contractat per editar contingut addicional per al documental de la franquícia de terror His Name Was Jason: 30 Years of Friday the 13th. Després d'una producció turbulenta, Kasch i el director Daniel Farrands van trencar i van treballar durant diversos anys fent documentals per a llançaments en DVD/Blu-ray de diverses pel·lícules de terror, inclosa la franquíciaFriday the 13th per Paramount i The Haunting in Connecticut per Lionsgate. El 2010, el duet va dirigir de manera independent el documental de 4 hores de Freddy Krueger/New Line Cinema Never Sleep Again: The Elm Street Legacy que va guanyar diversos premis i és àmpliament considerat com un dels millors documentals de cinema mai fets.Va continuar treballant en material addicional per a llançaments de vídeos casolans, inclosos els títols de catàleg de Scream Factory. Va continuar editant i/o produint documentals per a més de 40 pel·lícules de gènere, incloses les franquícies Halloween i Star Trek,  Scream, Evil Dead 2,  El dia dels morts  i Phantasm II
Després de l'estrena de Never Sleep Again, Kasch va formar un equip de direcció amb l'escriptor i cineasta de terror John Skipp. El seu primer projecte va ser el curtmetratge guardonat al festival Stay At Home Dad seguit de la pel·lícula d'antologia de terror Tales of Halloween, ("This Means War") protagonitzada per Dana Gould i James Duval en els papers principals.
Kasch va treballar com a editor de televisió pel revival de Mike Judge el 2012 de Beavis & Butthead abans d'unir-se a Berlanti Productions, fent d'editor dels programes de DC Extended Universe. Els crèdits inclouen The Flash, Legends of Tomorrow, Black Lightning  i  Titans. També ha dirigit episodis de Legends of Tomorrow.

## Filmografia seleccionada

### Director
- DC's Legends of Tomorrow (2019)
- Monsterland (2016) - (segment Wrap-Around)
- Hot Rod Worm - The Slow Poisoner (2014) (vídeo musical)
- Stay At Home Dad (2012) (curtmetratge)
- Never Sleep Again: The Elm Street Legacy (2010) - Guanyador — Saturn Award for Best DVD Release
- Thirsty (2009) (curtmetratge)
- Tales of Halloween (2015)

### Editor
- Legends of Tomorrow
- Titans
- The Flash
- Black Lightning
- Crystal Lake Memories: The Complete History of Friday the 13th (2013)
- Stay At Home Dad (2012) (curtmetratge)
- Beavis & Butthead (2011)
- Never Sleep Again: The Elm Street Legacy (2010)
- Thirsty (2009) (curtmetratge)